# Gianni Munari
Gianni Munari (Sassuolo, 24 de junho de 1983) é um futebolista italiano que atua como meia. Atualmente, joga pela Parma FC.

## Carreira
Munari começou a carreira no Sassuolo.